# Lemmatisation
La lemmatisation désigne un traitement lexical apporté à un texte en vue de son classement dans un index ou de son analyse. Ce traitement consiste à appliquer aux occurrences des lexèmes sujets à flexion (en français, verbes, substantifs, adjectifs) un codage renvoyant à leur entrée lexicale commune (« forme canonique » enregistrée dans les dictionnaires de la langue, le plus couramment), que l'on désigne sous le terme de lemme. 

## Généralités
Les lexèmes d'une langue connaissent éventuellement plusieurs formes  (lemmes) en fonction de leur genre (masculin ou féminin), leur nombre (un ou plusieurs), leur personne (moi, toi, eux...), leur mode (indicatif, impératif...).  On désigne ces formes comme des flexions, ou formes fléchies.
La lemmatisation d'une forme occurrente est l'application à cette forme d'un choix arbitraire ou, en traitement informatisé du langage, d'un codage permettant d'identifier le lemme retenu pour un lexème.
En général on emploie comme lemme la forme canonique permettant de repérer le lexème dans les dictionnaires courants de la langue en question. 
En français par exemple, pour un verbe son infinitif, pour un substantif son singulier, pour un adjectif son masculin-singulier. Mais en latin, on aura le plus souvent recours, par convention, à la forme de la 1re personne du singulier du présent de l'indicatif. 
Toutes les entrées d'un dictionnaire sont donc répertoriées (dans un ordre alphabétique notamment ou comme cibles dans une perspective hypertextuelle  Wikipédia par exemple) en tant que lemmes. Les exemples, citations, qui alimentent l'article contiennent des formes fléchies.
Exemples :
1. Le lemme petit renvoie à 4 formes fléchies : petit, petite, petits, petites
2. Le lemme aimer renvoie à un grand nombre de formes fléchies, d'autant plus grand que l'on prend en compte les formes composées a aimé, a été aimé, a été aimée, etc.

Une même forme graphique (occurrence) peut, elle, renvoyer à deux ou plusieurs lemmes différents.
Exemples :
1. Porte renvoie selon les contextes au verbe porter, au substantif féminin porte, voire à l'adjectif porte dans le composé veine porte
2. L'occurrence voile peut renvoyer au verbe voiler, au substantif féminin voile, ou au substantif masculin homographe voile
3. L'occurrence volant peut envoyer aux deux verbes homographes voler, au substantif volant et à l'adjectif homographe volant...

## Conception et technologie
Longtemps[Quand ?] la lemmatisation a consisté à fabriquer un artefact du texte où les lemmes remplaçaient carrément les formes occurrentes fléchies. Les étoiles claires luisent dans la nuit noire devenait la étoile clair luire dans la nuit noir. Les scripts logiciels analysaient séparément les deux versions. 
Avec la généralisation d'HTML et surtout de XML, il est possible d'aligner les versions lemmatisées et brutes, sous forme de colonnes parallèles
Exemple :

Les / la

étoiles /étoile

claires / clair

luisent / luire

dans  / dans

la / la

nuit / nuit

noire / noir
puis d'intégrer dans un même conteneur XML diverses informations sur l'occurrence, dont sa forme graphique occurrente et son lemme. <w form="claire" lemma="clair"> par exemple.

## Usage en informatique textuelle ou analyse de texte assistée, ou textométrie
En informatique textuelle ou en textométrie, il est impossible à un programme informatique de regrouper sans recourir à des ressources externes ou à un marquage-codage interne au fichier-texte les flexions d'un même lemme, et plus encore de distinguer les valeurs lexicales de formes identiques (« volant, voile, porte… »). La lemmatisation est donc une opération préliminaire pour une reconnaissance linguistiquement fondée des constituants d'une phrase. La lemmatisation « conservatrice » permise par l'encodage XML autorise la recherche à se porter aussi bien sur les lemmes que sur leurs formes fléchies (par exemple si l'on souhaite distinguer la liberté de les libertés).